# مومان پایین
مومان پایین، روستایی در دهستان بانسنت بخش مرکزی شهرستان کنارک در استان سیستان و بلوچستان ایران است.

## جمعیت
بر پایه سرشماری عمومی نفوس و مسکن در سال ۱۳۹۵، جمعیت این روستا برابر با ۳۳۷ نفر (۸۶ خانوار) بوده‌است.